# Il ragno (romanzo)
Il ragno (Angels Flight) è un romanzo poliziesco dello scrittore statunitense Michael Connelly pubblicato nel 1999. Si tratta del sesto libro della serie avente come protagonista il detective Harry Bosch.
Il libro ha vinto il Premio Bancarella .

## Trama
Il titolo del libro in lingua italiana deriva dalla pagina iniziale di un sito web, che verrà esaminato durante le indagini, dove compare un ragno che, tessendo una ragnatela, dà forma alla pagina stessa.
Il titolo originale, Angel Flight (letteralmente «volo degli angeli»), è invece il nome della funicolare a scartamento ridotto nel distretto di Bunker Hill a Downtown, Los Angeles, in cui avviene il duplice omicidio che dà inizio alle indagini di Bosch.
Il detective Harry Bosch deve indagare sull'omicidio di uno degli avvocati più importanti e famosi della città di Los Angeles: Howard Elias. L'uomo è particolarmente noto per le sue cause contro il Dipartimento di Polizia che molte volte l'hanno portato ad essere odiato dagli stessi agenti, ma al contrario molto amato dalla comunità afroamericana che lo vede come un proprio paladino.
Inizialmente si cerca il colpevole tra gli appartenenti al dipartimento, in particolare tra quelli della DRO, il Dipartimento Rapine-Omicidi. Un susseguirsi di vicende indurranno il detective Bosch e la squadra creata appositamente per la risoluzione del caso, a riportare a galla l'omicidio di una bambina: la figlia di uno dei più importanti e potenti venditori di automobili della città. Bosch si ritroverà sorprendentemente a lottare e ad indagare contro crimini orribili come la pedofilia.
Sul punto di concludere l'indagine, Bosch viene fermato dai suoi superiori, che pur di evitare una rivolta a causa dell'omicidio di Elias, hanno già trovato il "loro" colpevole, basandosi sui risultati della balistica. L'apparente suicidio del collega implicato, l'amico ed ex partner di Bosch Frankie Sheehan, sembra chiudere la vicenda, ma Bosch scoprirà il vero colpevole senza riuscire a farlo arrestare in quanto cadranno entrambi vittime dei rivoltosi.

## Edizioni
- Michael Connelly, Il ragno, traduzione di Gianni Montanari, I maestri del thriller, Piemme, 2005, ISBN 88-384-8344-2.
- Michael Connelly, Il ragno, Bestseller, Piemme, 2008, ISBN 978-88-566-0293-7.